# Eriopyga pantostigma
Eriopyga pantostigma är en fjärilsart som beskrevs av Dyar 1910. Eriopyga pantostigma ingår i släktet Eriopyga och familjen nattflyn. Inga underarter finns listade i Catalogue of Life.